# Cyriaque de Jérusalem
Cyriaque de Jérusalem ou Judah Kyriakos ou Quincus ou Ciriacus ou Ciriaco ou Quirico (en Sardaigne) ou Ceriàgo (en sarde) ou Quiriace, tel que nommé à Provins, naît à Jérusalem sous le nom de Judah, fils de Siméon et Anne, petit-fils de Zachée. Il devient rabbin.
Dans l'année 326, l'impératrice Hélène, mère de Constantin, se rend à Jérusalem pour trouver la Vraie Croix. Elle apprend que Rabbi Judas connaît l'endroit où la Croix a été enterrée, là où avait été crucifié Jésus-Christ. Judas ne veut pas divulguer les renseignements en sa possession, mais au bout de six jours de torture dans une citerne vide, sans eau ni nourriture, il révèle son secret à l'impératrice. Le jour de la découverte de la Croix, le 3 mai 326, après avoir vu le retour à la vie d'un mort après le contact avec la Vraie Croix, Judas se convertit au christianisme et est baptisé par saint Macaire, évêque de Jérusalem, en présence d'Hélène, et prend le nom de « Kyriakos » (du grec "consacré au Seigneur"),,.
Sozomène (décédé c. 450 apr. J.-C.), dans son Histoire ecclésiastique, rapporte que l'emplacement du Saint-Sépulcre a été « divulgué par un Hébreu qui habitait dans l'Est, et qui a tiré ses informations de certains documents issus de son héritage paternel ».
Dès lors, Cyriaque se plonge dans l'étude des Évangiles et la diffusion de la foi. En 327, le pape Sylvestre Ier le consacre évêque de Jérusalem.
Selon la tradition hagiographique, en 363, l'empereur Julien aurait exigé du nouvel évêque qu'il sacrifie aux dieux païens. Devant son refus, il lui aurait fait couper la main droite, en disant : « Cette main a écrit bien des lettres qui ont détourné plus d'une âme du culte des dieux ! », à quoi l'évêque rétorque : « Insensé, tu me rends là un précieux service ; car cette main était un scandale pour moi, ayant jadis écrit bien des lettres aux synagogues pour détourner les Juifs du culte du Christ. »
L'empereur l'aurait fait emprisonner et torturer. La tradition énumère les actes de torture suivants :
- sa main droite est coupée,
- il avale du plomb fondu ; Cyriaque récupère après deux heures,
- il est brûlé sur des charbons ardents, mêlés de sel et de graisse, et fouetté,
- il est jeté dans une fosse pleine de serpents venimeux, mais tous les animaux meurent sur le coup,
- il est plongé dans un chaudron de bitume bouillant,
- son cœur est transpercé d'une épée, après quoi Cyriaque meurt.

Il fut martyrisé le 1er mai à Jérusalem. L'Église catholique commémore son martyre le 4 mai, le lendemain de la fête de la Sainte Croix. Anna, la mère de Cyriaque, fut torturée et brûlée vive le même jour. Tous deux ont été enterrés au pied du Golgotha, près du lieu où Hélène découvrit la Sainte-Croix.
En 1209, le chevalier Milon de Bréban, seigneur de Chenoise, rapporte des croisades, à Provins, le crâne de saint Quiriace trouvé en Palestine.

## Les vitraux de lacollégiale Saint-Quiriace de Provins

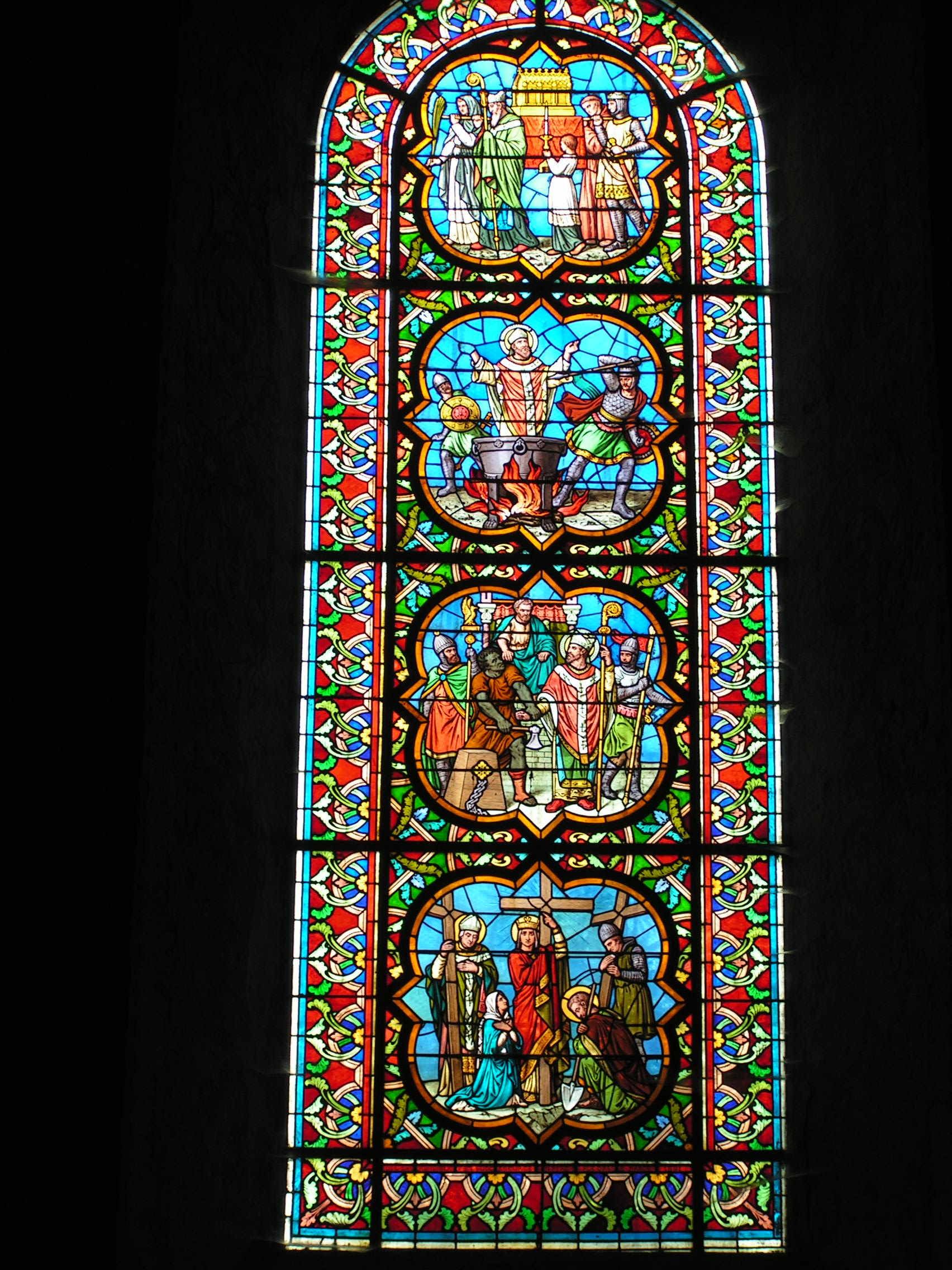
Ensemble du vitrail de Saint-Quiriace.
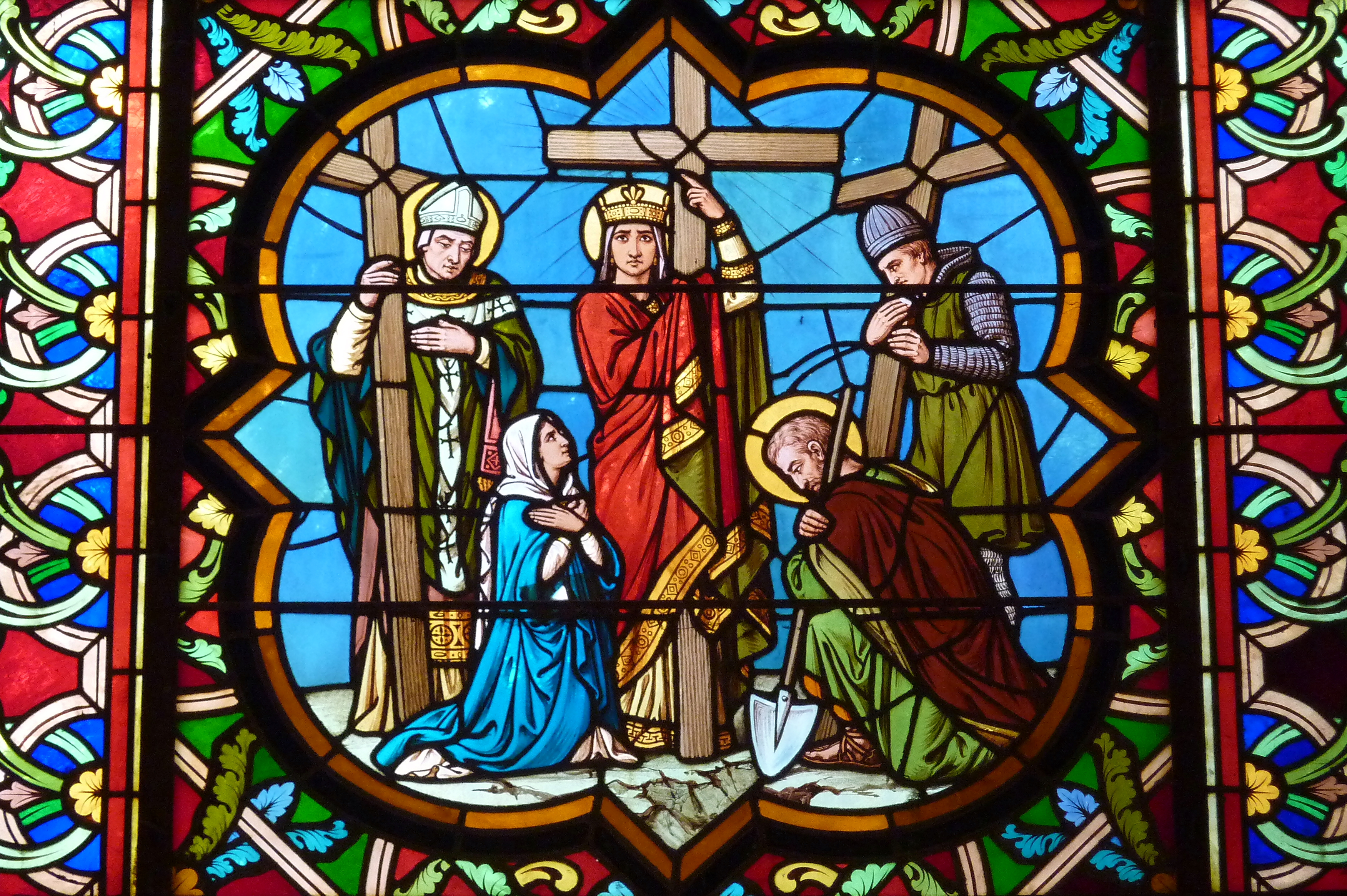
L'Invention de La Vraie Croix
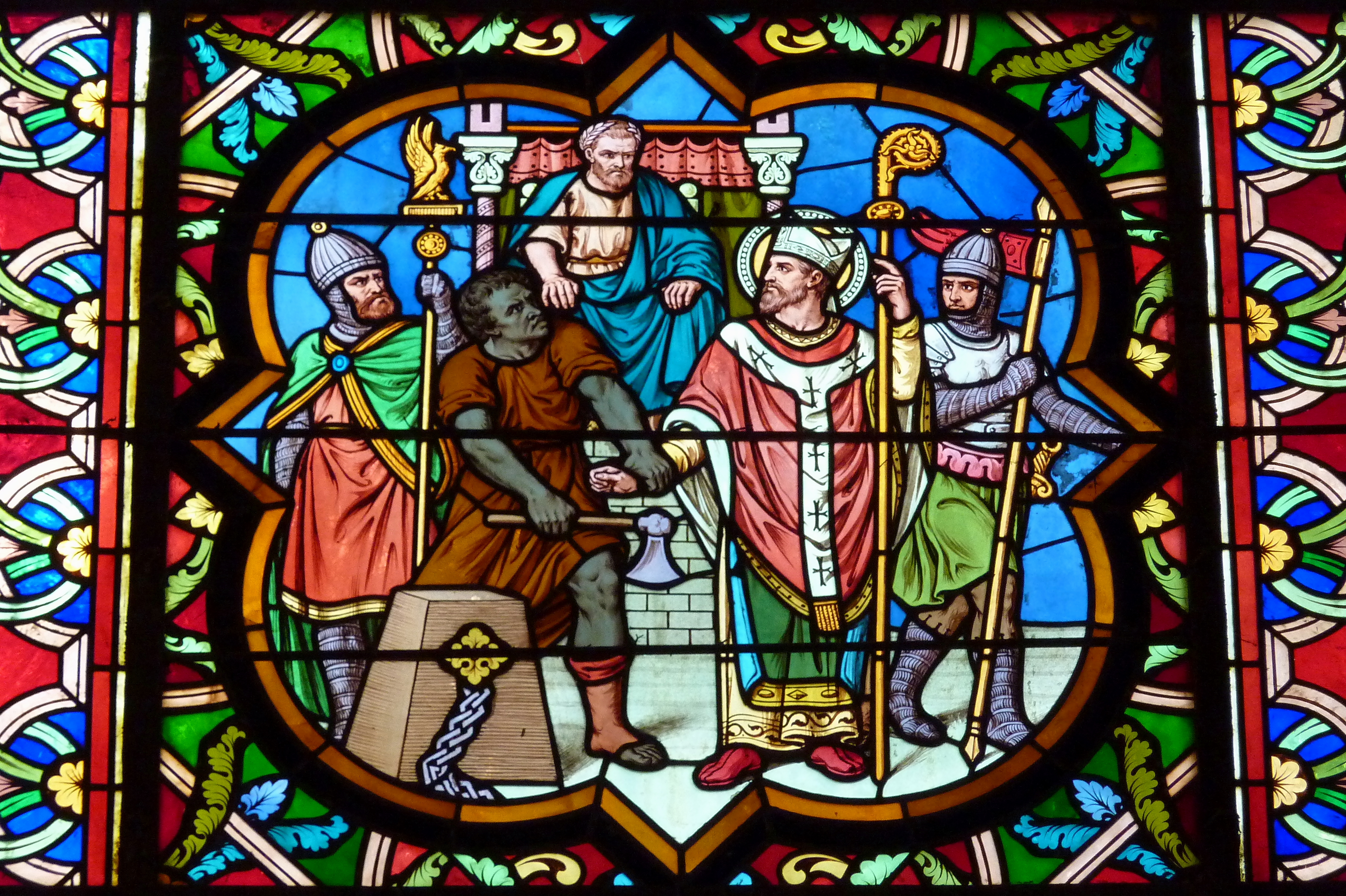
La condamnation
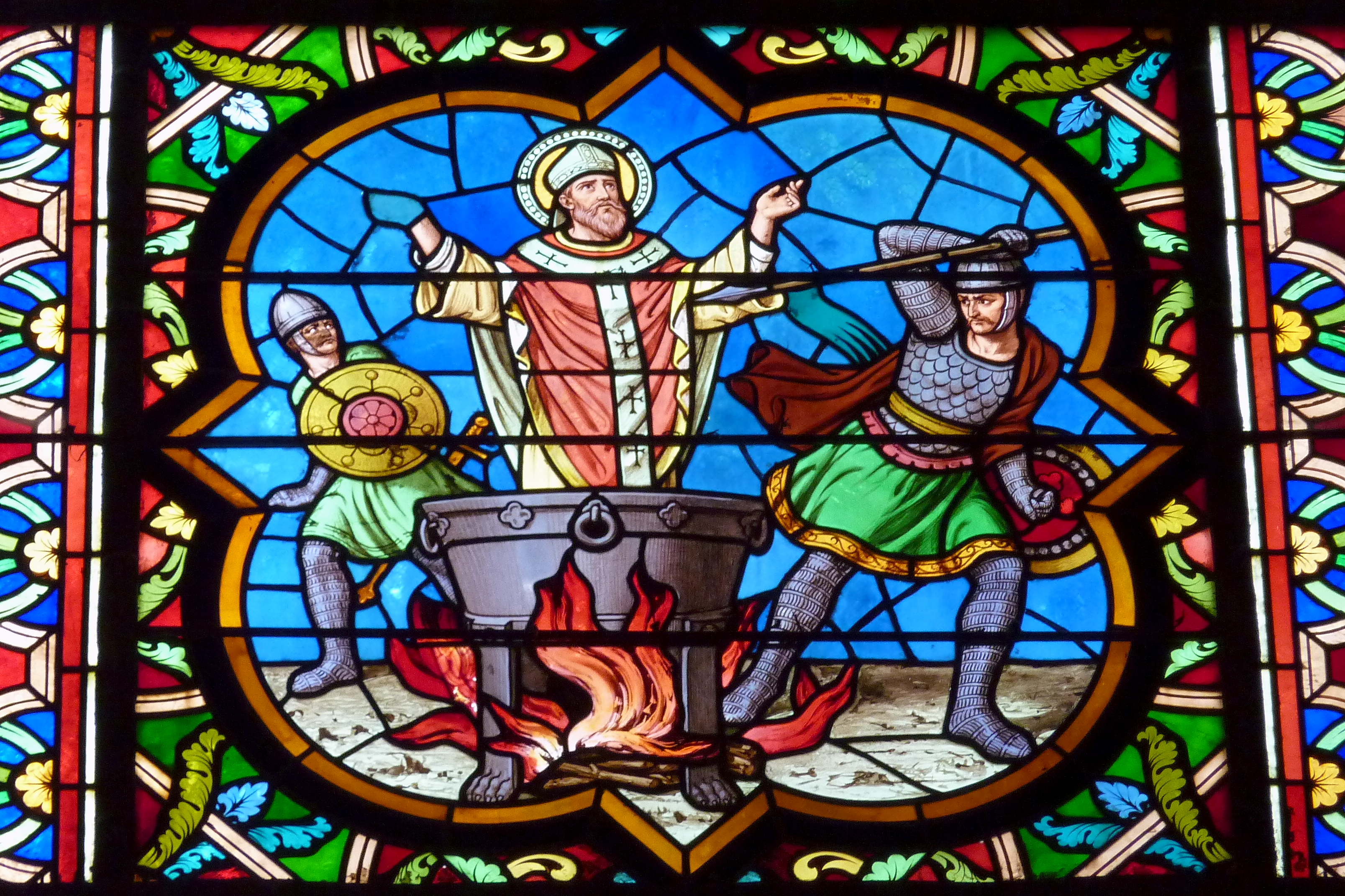
Le martyre
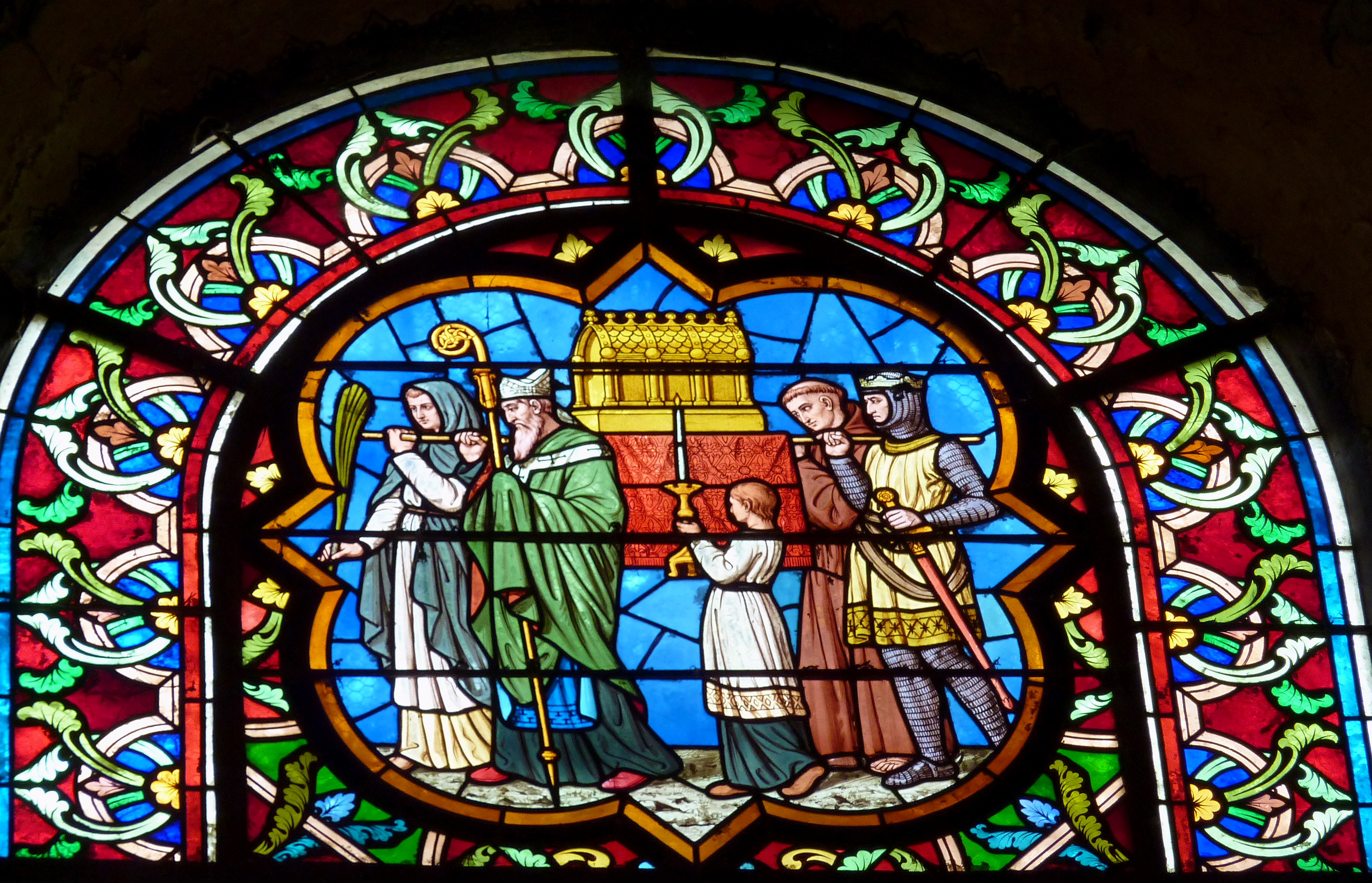
Le translation des reliques à Provins

## La vénération des reliques de saint Cyriaque à Ancône
Le 8 août 418, l'impératrice Galla Placidia fait transférer le corps de Cyriaque de Palestine à Ancône, dans l'église de Saint-Étienne, afin de parer à l'absence des reliques de Saint Étienne compensée jusque-là par la conservation comme relique de la pierre qui avait frappé le corps du saint pendant sa lapidation. En 1097, les reliques sont transférées en l'église San Lorenzo, sur la colline Guasco, qui depuis ce temps a été consacrée à Saint-Cyriaque ; elles y sont aujourd'hui encore.
Au cours de la reconnaissance du corps du martyr fait après le tremblement de terre de 1972, les études médicales ont confirmé les récits les plus importants du martyr, transmis par la tradition[réf. souhaitée]. Pour son rôle dans la découverte de la Sainte Croix, Cyriaque a été nommé protecteur des pères crucifères, après saint Clet. Associé à Sainte Hélène, il est aussi considéré comme saint patron des archéologues dans le monde orthodoxe.
Jusqu'à aujourd'hui, le jour de sa fête à Ancône le 4 mai, se perpétue la distribution de bouquets de joncs bénis aux fidèles : ceci en rappel de la légende qui veut que la caisse contenant les reliques de Cyriaque soit venue flottant sur la mer à Ancône. Des marins l'auraient alors tiré sur la plage avec une corde faite de joncs tordus.

## Galerie

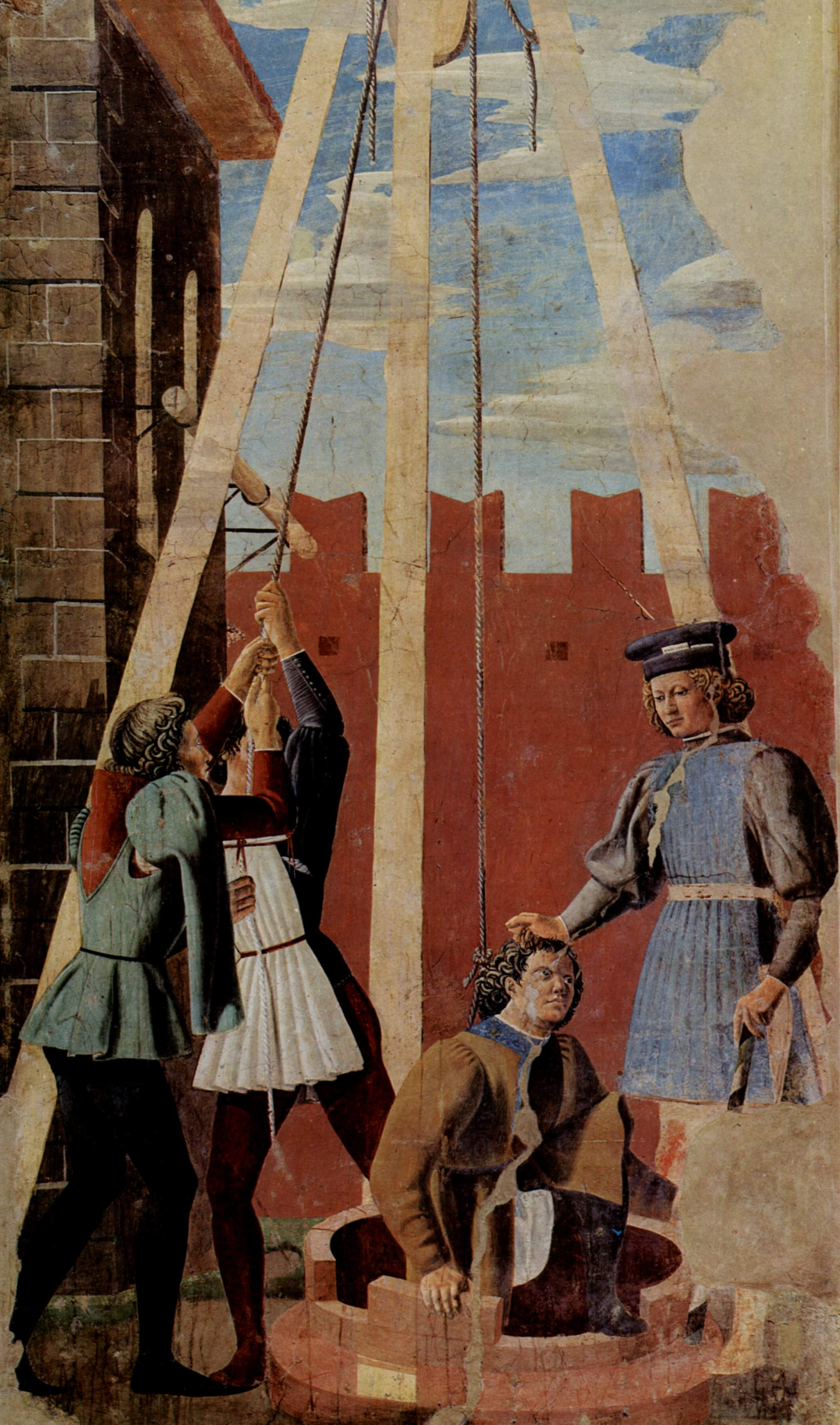
Judas ben Siméon enfermé dans une citerne, XVe siècle.
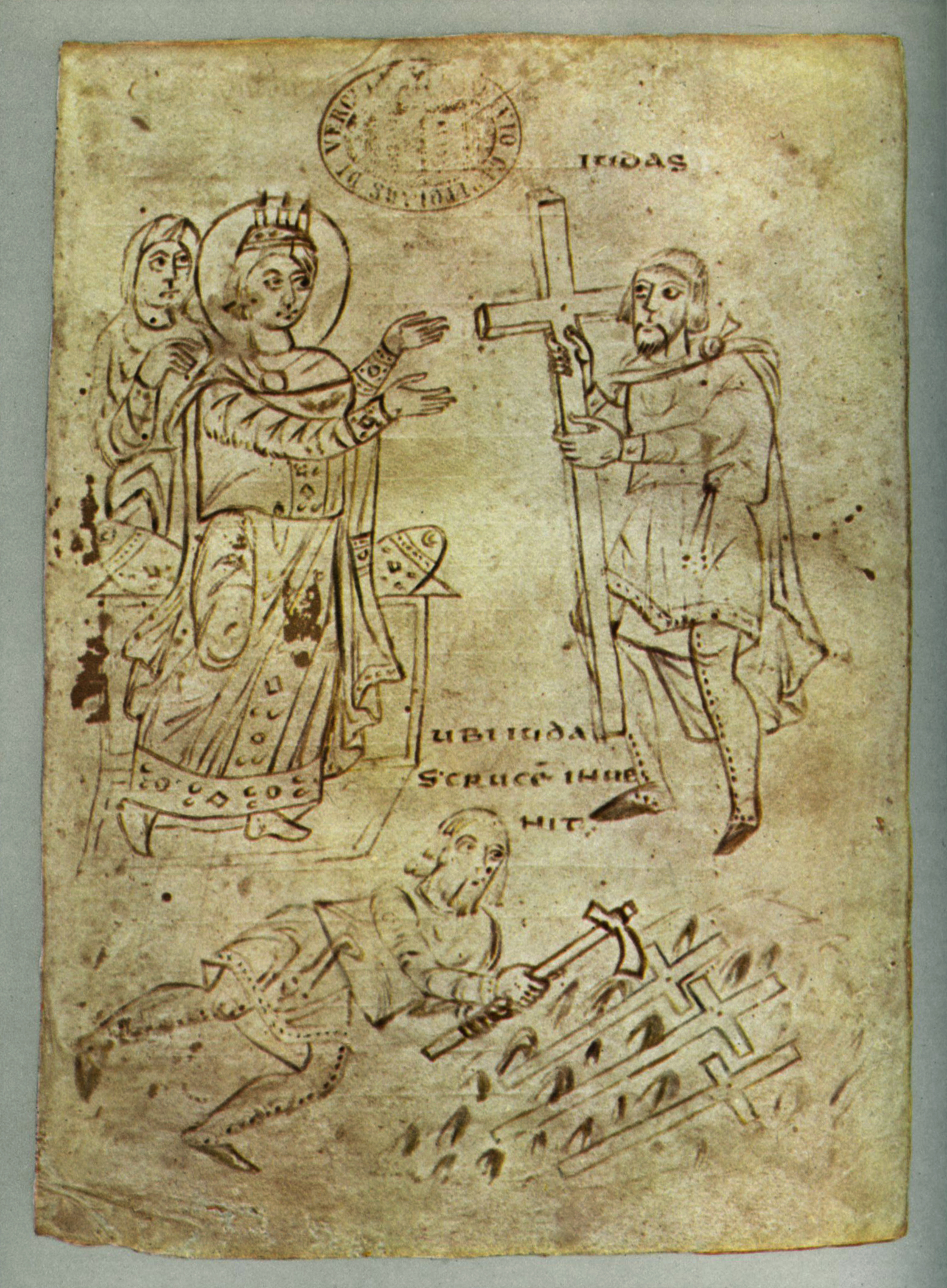
Judas ben Siméon présentant La Croix à l'impératrice Hélène, v. 825.
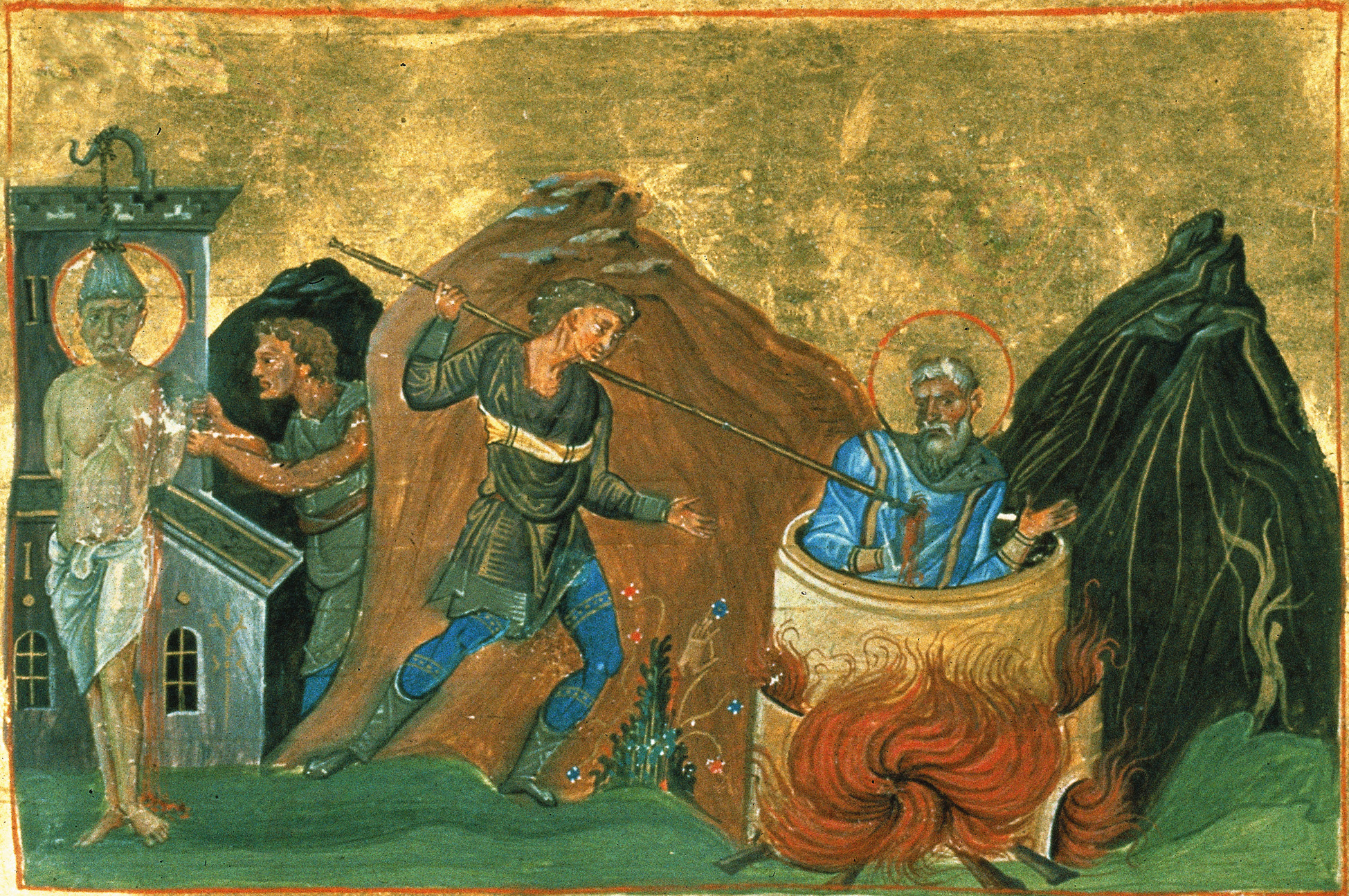
Le martyre de saint Judas Quiriace, miniature du Ménologe de Basile II, XVe siècle.
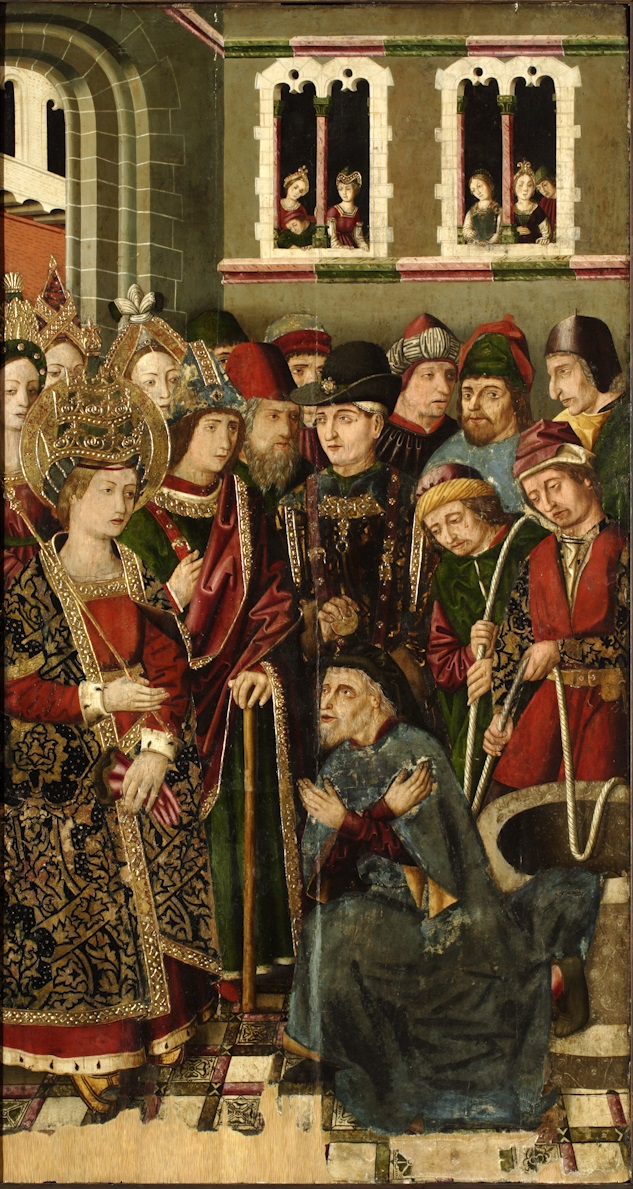
Sainte Hélène interrogeant Judas ben Siméon, Blesa, 1483-1487

### Articles liés
- Ancône
- Histoire des Juifs à Ancône